# 永泰长公主
永泰長公主（?—?），是中国五代十国后晋末代皇帝出帝石重贵第十二妹。
天福八年十月初五（943年11月5日），石重贵封妹妹为永泰长公主。但没有表明她是石重贵的亲生父亲石敬儒的女儿还是石重贵前任皇帝石敬瑭的女儿，史书没有记载永泰长公主是否婚配。